# Comuna de Puck
Puck (polaco: Gmina Puck) é uma gminy (comuna) na Polónia, na voivodia de Pomerânia e no condado de Pucki. A sede do condado é a cidade de Puck.
De acordo com os censos de 2004, a comuna tem 21 299 habitantes, com uma densidade 87,5 hab/km².

## Área
Estende-se por uma área de 243,29 km², incluindo:
- área agricola: 60%
- área florestal: 29%

## Demografia
Dados de 30 de Junho 2004:
|                      | Total   | Total | Mulheres | Mulheres | Homens  | Homens |
| -------------------- | ------- | ----- | -------- | -------- | ------- | ------ |
|                      | pessoas | %     | pessoas  | %        | pessoas | %      |
| População            | 21 299  | 100   | 10 566   | 49,6     | 10 733  | 50,4   |
| Densidade (pop./km²) | 87,5    | 100   | 43,4     | 43,4     | 44,1    | 44,1   |

De acordo com dados de 2005, o rendimento médio per capita ascendia a 1756,88 zł.

## Comunas vizinhas
- Kosakowo, Krokowa, Puck, Reda, Rumia, Wejherowo, Władysławowo.